# Sophie Jagellon (1522-1575)
Pour l’article homonyme, voir Sophie Jagellon.
Sophie Jagellon (polonais : Zofia Jagiellonka ; 13 juillet 1522 - 28 mai 1575), est une princesse polonaise, duchesse de Brunswick-Wolfenbüttel de 1556 à 1568 par son mariage avec le duc Henri II de Brunswick-Wolfenbüttel.

## Biographie

Famille de Sigismond Ier : Sophie est l'avant-dernière au second rang.

Sophie, née à Cracovie, est la fille du roi Sigismond Ier de Pologne (1467-1548) et de sa seconde épouse, la princesse Bona Sforza (1494-1557). Elle est la troisième des six enfants de ses parents et grandit au château de Wawel avec ses frères et sœurs : Isabelle Jagellon, reine de Hongrie, le roi Sigismond II de Pologne, Anna Jagellon, reine de Pologne, et Catherine Jagellon, reine de Suède. Elle a également une demi-sœur aînée issue du premier mariage de son père avec Barbara Zápolya : Hedwige Jagellon, électrice de Brandebourg.
Lorsque sa mère entre en conflit avec Sigismond II en 1548 à propos de son mariage avec sa maîtresse Barbara Radziwiłł, Sophie et ses sœurs sont expulsées de la cour de Cracovie pour vivre en Mazovie.
Entre le 22 et le 25 février 1556, Sophie, accompagnée d'une suite de cinq-cents courtisans, épouse le duc Henri II de Brunswick-Wolfenbüttel, âgé de 66 ans ,, fidèle partisan catholique de l'empereur Charles Quint et veuf de la princesse Marie de Wurtemberg. Henri II considère son seul fils survivant, le prince Jules, comme un dirigeant incapable et souhaite un autre héritier ; cependant, le mariage reste sans enfant. En 1560, son beau-fils épouse sa nièce, Edwige de Brandebourg.
Le 11 juin 1568, Sophie devient veuve et se retire dans la résidence familiale de Schöningen. Peu de temps après, elle entre en conflit avec son beau-fils concernant l'étendue des pouvoirs de celui-ci sur les domaines de Schöningen. La dispute prend fin le 17 janvier 1572 par la signature d'un accord. Cependant, Jules n'honore pas ses obligations et en 1573, Sophie doit demander l'aide de l'empereur Maximilien II. Au printemps 1570, Sophie se convertit au luthéranisme et est donc le premier et le seul membre protestant de la maison Jagellon.
Elle meurt le 28 mai 1575 au château de Schöningen. Elle est inhumée en l'église Sainte-Marie de Wolfenbüttel.